# Kunsten Museum of Modern Art Aalborg
Kunsten Museum of Modern Art Aalborg er et kunstmuseum i Aalborg beliggende på Kong Christians Allé. Museet tiltrækker årligt omkring 100.000 besøgende. Udover den permanente samling viser museet seks-otte særudstillinger om året med dansk og international kunst, ligesom der på museet afholdes koncerter og arrangementer rettet mod børn og unge.

## Historie
Bygningen er tegnet af den finske arkitekt og designer, Alvar Aalto (1898-1976), i samarbejde med sin hustru Elissa Aalto (1922-1994) og danske Jean-Jacques Baruël (1923-2010). Det blev opført i 1968-1972 i hvidt marmor i en tidligere grusgrav neden for Skovbakken. Det er udført i modernistisk stil med unikke lysindfald. Inden for har museet marmorgulve og kobberlamper, der ligeledes er designet af Aalto. Museumsbygningen er det eneste bygningsværk af Alvar Aalto uden for Finland. Museet blev i 1995 fredet som den første ejendom, der ikke var 100 år gammel.[kilde mangler]
Lars Rostrup Bøyesen tiltrådte som museumsdirektør i 1967. Han var museets første direktør frem til 1979 og dén, der forvandlede det oprindelige Aalborg Kunstmuseum til et regionalt kunstmuseum. Aalborg Kunstmuseum havde til huse i samme bygning som Aalborg Historiske Museum i centrum af Aalborg. Kunstsamlingen bestod dengang af få gipsskulpturer og en lille håndfuld malerier.
Da museet i juni 1967 flyttede til den nye bygning på Kong Christians Allé, skiftede museet navn til Nordjyllands Kunstmuseum. Kunstinventaret voksede ligeledes betydeligt med værker bestående af malerier, skulpturer, keramik og værker på papir fra det 19., 20. og 21. århundrede. Den 12. december 2008 skiftede museet navn igen til KUNSTEN - Museum of Modern Art Aalborg. I forbindelse med en gennemgribende restaurering i 2014-2016 ændrede Kunsten navn igen til Kunsten Museum of Modern Art Aalborg.
I 2022 fik Kunsten stor international medieopmærksomhed grundet kunstværket "Take the money and run" af Jens Haaning.

## Renovering
I årene 2014-2016 skete en gennemgribende renovering og revitalisering af Kunsten. Den omfattende restaurering har blandt andet medført en ny udstillingssal, nye undervisningslokaler, ny café, ny butik, en totalrenoveret skulpturpark med ny stor terrasse samt udskiftning af 317 tons italiensk marmor ude og inde. I januar 2016 genåbnede Kunsten efter halvandet års restaurering. Med renoveringen af parkanlægget blev den oprindelige landskabelige idé styrket.

## Kunstsamling
Museet fokuserer primært på kunst fra ca. 1900 og frem, og huser en samling af moderne kunst fra danske samt udenlandske kunstnere. En del af den store samling, museet besidder i dag, stammer fra flere private samlinger, som museet enten har modtaget i gave eller erhvervet gennem køb.                                                       
Det gælder f.eks. Anna og Kresten Krestensens store samling af abstrakt kunst. Med dette køb i 1967 rykkede Aalborg Kunstmuseum ind i ligaen af museer for moderne kunst i Danmark, for samlingen rummede ca. 400 værker dækkende perioden 1910 til 1960, hvoraf den vigtigste del bestod af COBRA-værker, som den dag i dag også udgør en kunstnerisk hjørnesten i museets permanente samling. Det var Lars Rostrup Bøyesen idé og plan at forsøge at skaffe Anna og Kresten Krestensens samling af abstrakt kunst til Aalborg. Dette var grundet af kvaliteten af museets samling på daværende tidspunkt, ikke var god nok, samt at man havde brugt pengene på kun at købe to spektakulære kunstværker. Lars Rostrup Bøyesen havde gennem 1950érne opbygget et godt venskab til Anna og Kresten Krestensen, samt hjulpet med at "trimme" og katalogisere deres samling. Han hjalp dem også med at sende den på turné i både Danmark og andre nordiske lande. Ægteparret havde ingen børn, og Lars Rostrup Bøyesen blev af nogen betegnet som en slags plejesøn. I første omgang ville Kresten Krestensen ikke, at samlingen skulle til et museum, men efter Annas død i 1962, skiftede han mening.                                                       
I samlingen indgår desuden værker af blandt andre Vilhelm Lundstrøm, Oluf Høst, Edward Weie, Michael Kvium, Erik Hoppe, værker af Chagall, Niki de Saint Phalle samt en international samling af kunst fra 1960'erne og 1970'erne. I museets skulpturpark kan man møde værker af Bjørn Nørgaard, Olafur Eliasson og Jeppe Hein. Ved udgangen af 2011 rummede samlingen godt 2000 malerier, skulpturer, blandformer og keramik, samt knap 1200 værker på papir – tegninger, akvareller, grafik og fotos.

## Ledelsen
- Lasse Andersson (2020 - )
- Gitte Ørskou (2009 – 2019)
- Nina Hobolth (1989 – 2009)
- Else Bülow (1979 – 1989)
- Lars Rostrup Bøyesen (1970 – 1979)